# Armand Strainchamps
Armand Strainchamps (Dudelange, 19 maart 1955 – ?, 22 november 2023) was een Luxemburgs beeldhouwer, kunstschilder en filmmaker.

## Leven en werk
Armand Strainchamps studeerde aan de Koninklijke Academie voor Schone Kunsten van Brussel (1978) en de École nationale supérieure d'Architecture et des Arts décoratifs (1979-1985) in de Abdij Ter Kameren bij Brussel.
Strainchamps maakte onder meer kopergravures, litho's, schilderijen, potloodtekeningen en sculpturen. Ook maakte hij kunstwerken met behulp van een kopieerapparaat, waarbij hij het apparaat welbewust gebruikte voor het verkleinen, vergroten en vermenigvuldigen van fotokopieën.  Hij won in 1987 een ontwerpwedstrijd voor de decoratie van het cultureel centrum van Neudorf en maakte sindsdien meerdere wandschilderingen. Terugkerend motief in zijn schilderwerk waren hoofden en silhouetten die niet voldoende konden worden geïdentificeerd om als portret beschouwd te kunnen worden. Hij was aangesloten bij de kunstenaarsvereniging Cercle Artistique de Luxembourg. Naast zijn werk als uitvoerend kunstenaar werkte Strainchamps in de filmindustrie als producent, scenarist en regisseur, onder meer voor de Luxemburgs-Duitse film A Wopbopaloobop A Lopbamboom (1989) en de documentairefilm Diddeleng – 100 Joer, 100 Gesiichter (2007), over het 100-jarig bestaan van de stad Dudelange. In 2009 werd deze documentaire bekroond met de Lëtzebuerger Filmpräis.
De kunstenaar overleed eind 2023, op 68-jarige leeftijd.

## Enkele werken
- 1990 wandschildering in het sportcentrum René Hartmann in Dudelange.
- 1993 wandschildering in de sporthal van het Athénée de Luxembourg
- 1994 plafondschildering in de hal van het Station Luxemburg
- 1997 wandschildering bij de Romeinse villa in Walferdange
- Mam Vëlo op d'Schaff sculptuur in de vijver voor het stadhuis van Dudelange

## Onderscheidingen
- 2002 Ereprijs van het Filmfonds (Fonspa) voor zijn aandeel in de ontwikkeling van de Luxemburgse filmproductie.[11]
- 2009 Lëtzebuerger Filmpräis.
- 2011 Cultuurprijs van de stad Dudelange.[12]